# 乌萨格雷
乌萨格雷，是西班牙埃斯特雷马杜拉巴达霍斯省的一个市镇。总面积241平方公里，总人口2044人（2001年），人口密度8人/平方公里。